# Excellent Italian Greyhound
Albums de Shellac
1000 Hurts
(2000)
Excellent Italian Greyhound est le nom du quatrième album du groupe Shellac, sorti en juin 2007 sur le label Touch and Go Records. Le titre de l'album est une référence à Uffizi, le petit lévrier italien (Italian Greyhound en anglais) du batteur Todd Trainer. L'artwork de l'album fait très certainement référence au travail de William Wegman.

## Titres
1. "The End of Radio"
2. "Steady As She Goes"
3. "Be Prepared"
4. "Elephant"
5. "Genuine Lulabelle"
6. "Kittypants"
7. "Boycott"
8. "Paco"
9. "Spoke"

## Remarques
- L'album a été enregistré au studio Electrical Audio d'Albini et masterisé aux studios Abbey Road par Steve Rooke.
- De même que pour 1000 Hurts, l'édition vinyle inclut une version CD de l'album (les versions CD ou vinyle+CD ont le même prix). Le groupe encourage ainsi les auditeurs à acquérir le vinyle pour entendre l'album tel qu'il a été originellement voulu.

## Source
- (en) Cet article est partiellement ou en totalité issu de l’article de Wikipédia en anglais intitulé « Excellent Italian Greyhound » (voir la liste des auteurs).